# Test de divergencia
En matemáticas, el test de divergencia del término n-ésimo o test del término es un test simple para evaluar la divergencia de una serie infinita:
- Si {\displaystyle \lim _{n\to \infty }a_{n}\neq 0}, entonces {\displaystyle \sum _{n=1}^{\infty }a_{n}} diverge.

Este test por lo general no posee nombre específico que lo identifique.

## Uso
A diferencia de los criterios de convergencia más potentes, el test del término no puede demostrar por sí solo que una serie converge. En particular, la inversa del test no es verdadera; todo lo que es posible afirmar es que:
- Si {\displaystyle \lim _{n\to \infty }a_{n}=0,} entonces {\displaystyle \sum _{n=1}^{\infty }a_{n}} puede ser o no convergente.

La serie armónica es un ejemplo clásico de una serie divergente cuyos términos tienden a cero. La serie del tipo p,
{\displaystyle \sum _{n=1}^{\infty }{\frac {1}{n^{p}}},}
ejemplifica los posibles resultados del test:
- Si p ≤ 0, entonces el test del término indica que la serie es divergente.
- Si 0 < p ≤ 1, los resultados del test del término no son concluyentes, pero la serie es divergente por el test integral de convergencia.
- Si 1 < p, los resultados del test del término no son concluyentes, pero la serie es convergente, por el test integral de convergencia.

## Demostración
El test por lo general se demuestra en su forma contrapositiva:
- Si {\displaystyle \sum _{n=1}^{\infty }a_{n}} converge, entonces {\displaystyle \lim _{n\to \infty }a_{n}=0.}

### Manipulación del límite
Si sn son las sumas parciales de la serie, entonces la suposición de que la serie converge implica que 
{\displaystyle \lim _{n\to \infty }s_{n}=s}
para algún número s. Entonces
{\displaystyle \lim _{n\to \infty }a_{n}=\lim _{n\to \infty }(s_{n}-s_{n-1})=s-s=0.}

### Criterio de Cauchy
La suposición que la serie es convergente significa que satisface el test de convergencia de Cauchy: para cada {\displaystyle \varepsilon >0} existe un número N tal que
{\displaystyle |a_{n+1}+a_{n+2}+\ldots +a_{n+p}|<\varepsilon }
es válido para todo n > N y p ≥ 1. Haciendo p = 1 se obtiene la definición inicial
{\displaystyle \lim _{n\to \infty }a_{n}=0.}

## Alcance
La versión más simple del test del término es aplicable a las series infinitas de números reales. Las dos demostraciones indicadas previamente, al basarse en el criterio de Cauchy o la linealidad del límite, son por lo tanto válidas también en todo espacio vectorial normado.